# Para toda la vida
Para toda la vida es una telenovela mexicana producida por Televisa en coproducción con el canal chileno Mega en 1996 que marca el debut como productora ejecutiva de Lucero Suárez y después se le asigna el proyecto a Juan Osorio por no tener la audiencia esperada, debido al gran impacto que tuvo su competencia la televisora del Ajusco TV Azteca en el horario estelar con Nada personal.
Está protagonizada por Ofelia Medina quien regresa a las telenovelas después de 10 años de ausencia y el debut en México de Exequiel Lavandero, con las actuaciones antagónicas de Sylvia Pasquel, Margarita Gralia, Olivia Collins, Oscar Traven y Roberto Blandón, además de los lanzamientos juveniles Eduardo Arroyuelo, Paola Otero y Kuno Becker.
Fue una versión de la telenovela Vivir un poco de 1985. Para toda la vida fue cambiada de horario estelar a horario vespertino, fue recortada en capítulos por la baja audiencia y la protagonista Ofelia Medina renunció porque no estaba de acuerdo con los cambios que se estaban haciendo a la trama, además de diversos problemas que había en la producción por lo cual se tomó la decisión de matar a la protagonista antes del capítulo final.

## Sinopsis
Durante un viaje a Santiago De Chile con su marido y unos amigos, a Elena le cambia la vida; es condenada a cadena perpetua y recluida en una cárcel por un delito que no cometió,  Elena fue encontrada con el cadáver de uno de sus compañeros de viaje y con pistola en la mano, entonces fue acusada del asesinato aunque ella siempre afirmó ser inocente. Después de este viaje Fernando, marido de Elena, decide divorciarse de ella y para evitar un escándalo social y proteger la reputación de su empresa, informa a su familia y amigos que su esposa está muerta. Quince años después, Elena sale de la cárcel por buena conducta y regresa a México en búsqueda de la persona responsable de la destrucción de su vida.

## Elenco
- Ofelia Medina - Elena Duval Ríos De Valdemoros
- Exequiel Lavandero - Fernando Valdemoros Sáenz
- Sylvia Pasquel - Lidia Valdemoros Sáenz
- Anna Silvetti - Flora Valdemoros Sáenz
- Margarita Gralia - Adela Rivas de Molina
- Ramón Menéndez - Fortunato Lucchese Luna
- Roberto Blandón - Lorenzo Montalbán
- Óscar Traven - Gustavo Molina
- Olivia Collins - Lucía Olivier de Montalbán
- Roberto "Flaco" Guzmán - Cipriano Lucchese Burgos
- Óscar Morelli - Padre Cristóbal Muñoz
- Diana Golden - Silvia Ángel Olivier
- Roberto Palazuelos - Rolando Lucchese Ortega
- Héctor Soberón - Alfredo Santini De la garza
- Isabel Martínez "La Tarabilla" - Eulalia
- Beatriz Moreno - Matilde
- Roberto "Puck" Miranda - Arquímedes
- Pituka de Foronda - Marquesa Catalina Santamaría
- Fernando Luján - Juan Ángel
- Montserrat Gallosa - Violeta Rojo
- Arath de la Torre - Amadeo Rojo
- Eduardo Arroyuelo - Enrique Valdemoros Duval
- Paola Otero - Estela Valdemoros Duval
- Kuno Becker - Eduardo Valdemoros
- Araceli Vitta - Marisa Alba
- Julio Mannino - Torres
- Rodrigo Bastidas - Ignacio Alarcón

## Equipo de producción
- Historia original de: Arturo Moya Grau
- Adaptación de: Jesús Calzada
- Versión de: Vivian Pestalozzi
- Edición literaria: Ricardo Tejeda
- Tema de entrada: Para toda la vida
- Autor: Luis Guzmán Zaldívar
- Música original de: Rafael Bustamante
- Escenografía: Felipe López
- Ambientación: Laura Ocampo, Rosalba Santoyo
- Diseño de vestuario: Gabriela Castellanos, Rossana Martínez
- Editor: Daniel Noceda
- Jefes de producción: Ángel Jiménez Pons, Fernanda Gutiérrez
- Coordinadora de producción: Victorina Sota
- Directores de diálogos: Gastón Tuset, Jaime Vega
- Directora adjunta: Karina Duprez
- Productores asociados: Nicandro Díaz González, Luis Carpizo, Pablo Noceda Pérez
- Dirección de cámaras: Jesús Nájera Saro, Ernesto Arreola, Alberto Rodríguez
- Director: Juan Carlos Muñoz
- Productores: Lucero Suárez, Juan Osorio Ortiz
- Con la participación de: Megavisión

## Versiones
- La madrastra (1981), telenovela producida por Canal 13 (Chile), la primera y original versión, protagonizada por Jael Unger y Walter Kliche.
- Vivir un poco (1985), telenovela producida por Valentín Pimstein para Televisa y protagonizada por Angélica Aragón y Rogelio Guerra.
- Forever (1996), telenovela producida por Fox Television en coproducción con Televisa de la mano de Carlos Sotomayor y protagonizada por Maria Mayenzet y James Richer.
- La madrastra (2005), telenovela producida por Salvador Mejía Alejandre para Televisa y protagonizada por Victoria Ruffo y César Évora.
- ¿Quién mató a Patricia Soler? (2014), telenovela colombiana coproducida por RTI Producciones para RCN Televisión, protagonizada por Itatí Cantoral y Miguel de Miguel.
- La madrastra (2022) producida por Carmen Armendáriz para TelevisaUnivision y protagonizada por Aracely Arámbula y Andrés Palacios.